# Hombre de Paja (cómic)
El Hombre de Paja, originalmente llamado Espantapájaros (Inglés: Straw-Man), (Kenneth Parrish) es un personaje que aparece en los cómics estadounidenses publicados por Marvel Comics.

## Historial de publicaciones
El Espantapájaros fue creado por el escritor Scott Edelman y el artista Rico Rival y apareció por primera vez en Dead of Night # 11 (agosto de 1975). Gil Kane y Bernie Wrightson proporcionaron la portada. El artista Bill Draut debía haber dibujado la primera aparición del Espantapájaros, pero no completó la tarea. El Espantapájaros estaba originalmente programado para aparecer como una característica en Monsters Unleashed y Giant-Size Werewolf, pero ambas series fueron canceladas antes de que la característica Espantapájaros pudiera aparecer. Luego fue reprogramado para Dead of Night y después de que esa serie también fuera cancelada, el personaje iba a tener una serie de Scarecrow homónima, pero no se publicó. Edelman y el artista Ruben Yandoc produjeron una historia de seguimiento que apareció en Marvel Spotlight # 26 (febrero de 1976), y la historia finalmente fue concluida por Bill Mantlo y Ron Wilson en Marvel Two-in-One # 18. (agosto de 1976).
Muchos años más tarde, volvió a las páginas de Dr. Strange, Sorcerer Supreme # 31 (julio de 1991) en el que tomó el nombre de "el Hombre de Paja" para diferenciarse del asesino disfrazado llamado Espantapájaros. Posteriormente apareció en los números 38 y 40, encontrándose con Daredevil en el último número.
El Espantapájaros no habló en sus primeras apariciones, pero en sus apariciones posteriores lo hizo y pretendió ser un presentador de noticias llamado "Skirra Corvus", en latín para "Espantapájaros".

## Biografía ficticia
El Hombre de Paja es una entidad mágica extradimensional del nombre completo llamado Kenneth Parrish, posiblemente un demonio, que se venga de sus enemigos. Kenneth vive dentro de una pintura palimpsesto de un espantapájaros risueño comprada por Jess Duncan y se opone al culto de Kalumai, que tiene siglos de antigüedad. Kenneth luchó contra los demonios en una estación de policía para recuperar el Cuerno de Kalumai, lo que le habría permitido viajar a la Tierra. Kalumai luego extendió su influencia a través de la pintura en un hombre que se transformó en una criatura ardiente y luego luchó contra la Mole y Kenneth. Kenneth fue invitado por el Habitante en la Oscuridad para unirse a los Señores del Miedo, pero los traicionó para El Doctor Strange.
Durante la historia de Fear Itself, Kenneth luchó contra el intento de la Pesadilla de usar el miedo traído por la Serpiente para convertirse en el Dios del Miedo.

## Poderes y habilidades
El Hombre de Paja posee una fuerza sobrehumana, manipulación de las plantas y el clima, la capacidad de comandar cuervos, la capacidad de crear portales y la capacidad de inducir miedo en los demás. Es invulnerable a todo, excepto al fuego.

## Recepción
El Hombre de Paja ocupó el puesto número 30 en una lista de personajes monstruosos de Marvel Comics.